# Пурпл Сејџ (Вајоминг)
Пурпл Сејџ (енгл. Purple Sage) насељено је место без административног статуса у америчкој савезној држави Вајоминг.

## Демографија
По попису из 2010. године број становника је 535, што је 122 (29,5%) становника више него 2000. године.
| Група             | 2000.       | 2010.       |
| Белци             | 287 (69,5%) | 326 (60,9%) |
| Афроамериканци    | 13 (3,1%)   | 14 (2,6%)   |
| Азијати           | 1 (0,2%)    | 1 (0,2%)    |
| Хиспаноамериканци | 76 (18,4%)  | 174 (32,5%) |
| Укупно            | 413         | 535         |